# Merlin (phim truyền hình 2008)
Merlin là một bộ phim truyền hình thuộc thể loại phiêu lưu hành động, kỳ ảo của Vương quốc Anh. Bộ phim được trình chiếu trên BBC One từ 20 tháng 9 năm 2008 đến 24 Tháng 2012. Cốt truyện của bộ phim được dựa trên truyền thuyết về vua Arthur và phù thủy vĩ đại nhất, Merlin, nhưng có ít nhiều biến thể khác với nguyên tác. Bộ phim kể về hoàng tử Arthur trước khi trở thành vua, và phù thủy trẻ Merlin đang đi tìm định mệnh cho cuộc đời mình. Câu chuyện có kết cấu tương tự như loạt phim truyền hình của Mỹ Thị trấn Smallville, kể về cuộc sống trước khi trở thành Siêu nhân.
Tại Việt Nam, bộ phim từng được phát sóng trên kênh HTV7 của Đài truyền hình Thành phố Hồ Chí Minh với tên tiếng Việt là "Merlin và Vương quốc Camelot", nhưng chỉ từ phần 1-3.

## Tóm tắt
Chuyện kể về Merlin, một phù thủy trẻ đến với vương quốc Camelot sau khi được mẹ anh gửi gắm anh học việc cho một Dược sĩ Hoàng gia, Gaius. Anh khám phá ra rằng đức vua Uther Pendragon đã nghiêm cấm mọi phép thuật hay bùa chú xảy ra trên mảnh đất Camelot này, vì thế anh phải che giấu những khả năng của mình và sống như một người bình thường. Uther cho bắt nhốt Great Dragon, con rồng khổng lồ cuối cùng của chủng loài mình, tận sâu ngay dưới cung điện. 
Rồng Thiêng nói với Merlin rằng anh có sứ mệnh quan trọng là phải bảo vệ con trai của Uther, Hoàng tử Arthur, người sẽ mang lại sự thịnh trị và công bằng mà trước đây chưa bao giờ có trên toàn cõi vương quốc. Khi Merlin gặp Arthur, anh tin rằng Athur là một kẻ hết sức kiêu ngạo và hay bắt nạt người yếu thế. Tương tự vậy, Athur cũng chưa bao giờ coi trọng ý kiến của Merlin. 
Công chúa Morgana, người chị cùng cha khác mẹ với Athur, sau khi phát hiện những hành động độc ác của vua Uther đối với những người có phép thuật như mình, cô đã chống lại ông và tìm mọi cách để đưa Cổ Giáo về lại Camelot. Cuộc chiến không khoang nhượng giữa Morgana và vương quốc Camelot bắt đầu và dai dẵn không dứt.
Đan xen giữa những chuyến phiêu lưu chống chọi với quái vật, phép thuật là những rung động lãng mạn của Merlin và Arthur. Athur đem lòng yêu cô hầu gái của công chúa Morgana là Guinevere, nhưng không hề để lộ ra cho ai biết, vì vua Uther chắc chắn sẽ không chấp nhận mối tình này chỉ cho rằng nó không xứng đáng với một dòng tộc danh giá, nếu bị phát hiện Gwen có thể bị xử tử và Athur có thể sẽ bị ép phải cưới các vị công chúa của các vương quốc khác.
Với tiềm năng phép thuật của mình, Morgana ngày càng mạnh hơn và bị người chị cùng mẹ khác cha là Morgause lôi kéo vào các thế lực đen tối, chống lại cha mình, đem quân đội chiếm đóng Camelot, uy hiếp vua Uther. Đỉnh điểm của sự việc là Morgana đã mượn tay Merlin (dưới hình dạng ông lão râu bạc) để đầu độc và giết chết vua Uther. Chính vì lý do này mà Arthur ngày càng nghi ngờ và căm ghét phép thuật.
Sau khi vua Uther qua đời, Arthur trở thành vua của
Camelot, anh định kết
hôn với Guinevere nhưng do
mối tình sâu đậm của hiệp sĩ Lancelot dành cho cô vẫn còn đó. Morgana đã phù
phép đưa linh hồn của Lancelot trở về và dùng phép thuật để quyến rũ Guinevere.
Cuộc gặp mặt giữa Guinevere và Lancelot bị Arthur phát hiện. Guinevere bị tống
giam và chờ hành quyết. Tuy vậy, tình yêu của Arthur dành cho cô cũng khôn
nguôi, anh quyết định đuổi cô khỏi Camelot. Guinevere đến vùng Ealdor-ngôi
làng quê hương của Merlin. Về sau khi Morgana tấn công và chiếm thành
Camelot, Arthur được Merlin đưa đến ẩn nấp tại ngôi làng này, tại đây
anh đã gặp lại Guinevere trong hoàn cảnh đang bị thương. 
Khi bị tay sai của Morgana là Agravaine truy bắt Merlin
cùng Arthur, Guinevere lẩn trốn vào rừng Ascetir. Lúc này Arthur dường
như bị suy sụp tinh thần trước kẻ thù, nhận thấy điều đó Merlin đã
bịa ra một câu chuyện về thanh gươm cổ của Bruta - tổ tiên Arthur, nó
được cắm sâu vào một hòn đá và chỉ có hậu duệ của Bruta – vị vua thực
sự của Camelot, người sẽ hợp nhất toàn cõi Albion mới rút được thanh
kiếm đó ra. Thực chất đây là thanh gươm Excalibur mà Merlin đã rèn ra
từ lửa của con rồng Kilgharrah và cũng chính Merlin đã cắm thanh gươm
vào tảng đá với phép thuật của chàng để chỉ mỗi Arthur mới rút
được nó ra.
Nhờ thanh gươm, sĩ khí chiến đấu của quân đội Arthur
bùng cháy mạnh mẽ, anh trở về Camelot đánh đuổi được Morgana và
giành lại vương quốc. Lúc này Arthur kết hôn với Guinevere và cô trở
thành Hoàng hậu.
Phần cuối
của phim, Morgana trở nên mạnh mẽ hơn nhưng lại luôn bị ám ảnh bởi
Emrys (một cái tên khác của Merlin), cô ta quay lại báo thù nhằm đoạt
lấy ngai vàng của Camelot. Đỉnh điểm là khi Morgana thao túng được
Mored, người mà Merlin đã nhận được tiên đoán rằng sau này sẽ giết
chết Arthur. Trong trận chiến cuối cùng, dưới hình thù là một ông
lão 80 tuổi, Merlin đã dùng phép thuật giúp đỡ Arthur đánh bại toàn
quân của Morgana, nhưng sự việc chưa kết thúc khi mà Mored đã dùng thanh
gươm được rèn từ hơi thở của con rồng trắng Aithusa đâm vào Arthur. Trước lúc ngất đi Arthur giết chết Mored,
anh được Merlin mang đi khỏi cuộc chiến. Merlin nói cho Arthur biết sự
thật của chàng và tìm mọi cách để cứu lấy sinh mạng Athur bằng
việc cố đưa Arthur đến hòn đảo thánh giữa hồ Avalon. Trên đường đến
hồ cả hai bị tập kích bởi Morgana, Merlin dùng thanh gươm của chàng
giết chết Morgana nhưng cũng là quá muộn để cứu lấy Arthur, trước
lúc chết Arthur cảm ơn sự hi sinh lớn lao của Merlin cho anh và cho Camelot.
Merlin mai táng Arthur bên hồ Avalon – nơi mà theo lời tiên tri rằng nếu
có một ngày khi thế giới đứng trên bờ vực, Arthur sẽ trở lại. Kết
phim là hình ảnh thời hiện đại với Merlin trong hình dáng một ông
lão râu bạc đang đi ngang di tích sót lại của hồ Avalon như là đang

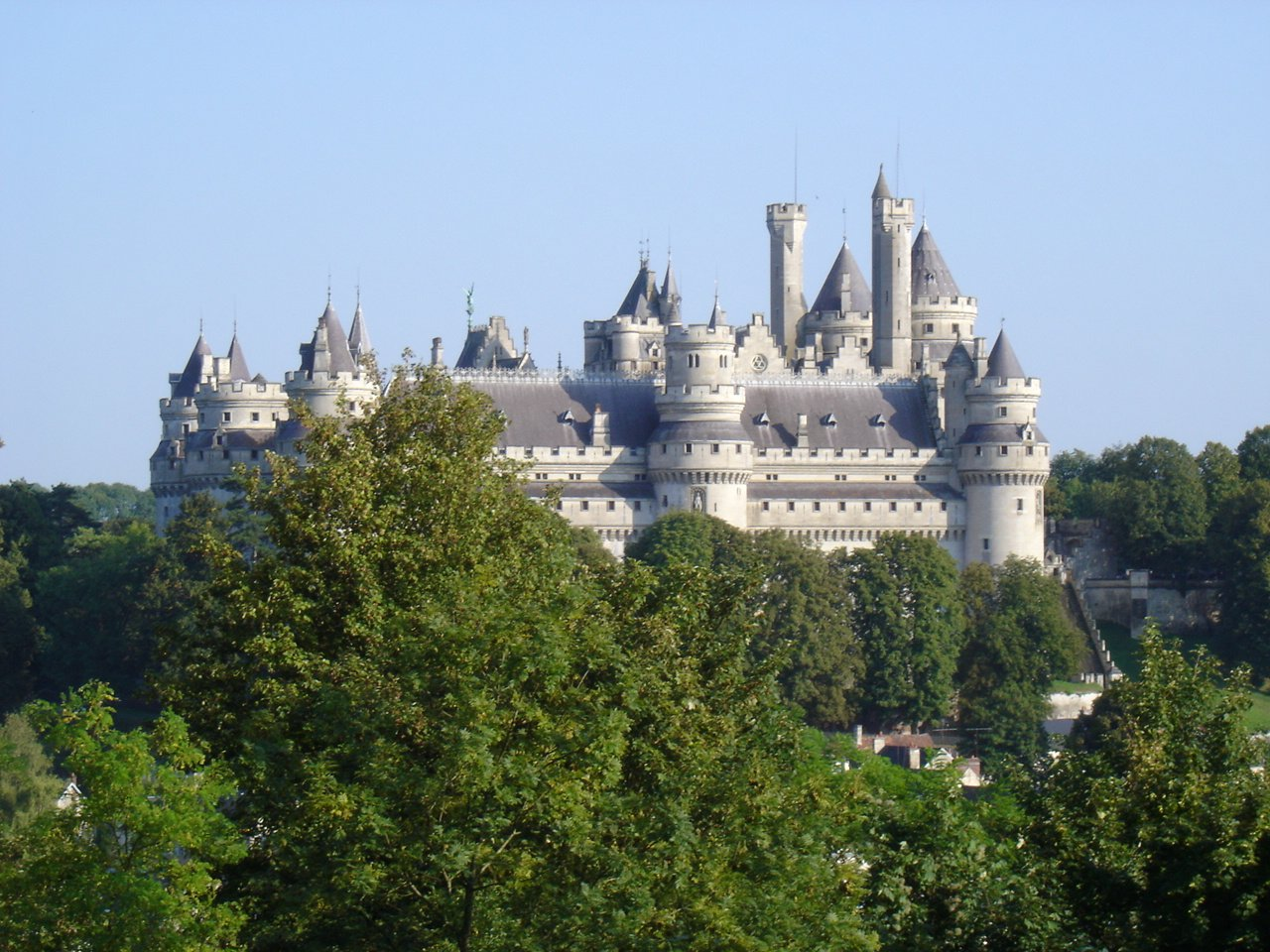
Lâu đài Château de Pierrefonds được dùng làm bối cảnh của thành Camelot trong phim

chờ đợi sự trở về của vua Arthur.

## Diễn viên
- Colin Morgan trong vai Merlin
- Bradley James trong vai Arthur Pendragon
- Angel Coulby trong vai Guinevere "Gwen"
- Katie McGrath trong vai Morgana
- Richard Wilson trong vai Gaius
- John Hurt lồng tiếng cho The Great Dragon
- Anthony Head trong vai Uther Pendragon (Series 1-4, guest in Series 5)
- Nathaniel Parker trong vai Agravaine de Bois (Series 4)

## Các tập phim

### Phần một
| Tập | Tập | Tựa                         | Đạo diễn    | Biên kịch      | Phát sóng            | Lượt xem (million) |
| --- | --- | --------------------------- | ----------- | -------------- | -------------------- | ------------------ |
| 1   | 1   | "The Dragon's Call"         | James Hawes | Julian Jones   | 20 tháng 9 năm 2008  | 7.15               |
| 2   | 2   | "Valiant"                   | James Hawes | Howard Overman | 27 tháng 9 năm 2008  | 5.40               |
| 3   | 3   | "The Mark of Nimueh"        | James Hawes | Julian Jones   | 4 tháng 10 năm 2008  | 6.30               |
| 4   | 4   | "The Poisoned Chalice"      | Ed Fraiman  | Ben Vanstone   | 11 tháng 10 năm 2008 | 6.48               |
| 5   | 5   | "Lancelot"                  | Ed Fraiman  | Jake Michie    | 18 tháng 10 năm 2008 | 5.37               |
| 6   | 6   | "A Remedy to Cure All Ills" | Ed Fraiman  | Julian Jones   | 25 tháng 10 năm 2008 | 6.00               |
| 7   | 7   | "The Gates of Avalon"       | Jeremy Webb | Ben Vanstone   | 1 tháng 11 năm 2008  | 6.45               |
| 8   | 8   | "The Beginning of the End"  | Jeremy Webb | Howard Overman | 8 tháng 11 năm 2008  | 6.25               |
| 9   | 9   | "Excalibur"                 | Jeremy Webb | Julian Jones   | 15 tháng 11 năm 2008 | 6.47               |
| 10  | 10  | "The Moment of Truth"       | David Moore | Ben Vanstone   | 22 tháng 11 năm 2008 | 7.03               |
| 11  | 11  | "The Labyrinth of Gedref"   | Stuart Orme | Howard Overman | 29 tháng 11 năm 2008 | 6.71               |
| 12  | 12  | "To Kill the King"          | Stuart Orme | Jake Michie    | 6 tháng 12 năm 2008  | 6.31               |
| 13  | 13  | "Le Morte d'Arthur"         | David Moore | Julian Jones   | 13 tháng 12 năm 2008 | 6.27               |

### Phần hai
| Tập | Tập | Tựa                             | Đạo diễn        | Biên kịch      | Phát sóng            | Luợt xem (million) |
| --- | --- | ------------------------------- | --------------- | -------------- | -------------------- | ------------------ |
| 14  | 1   | "The Curse of Cornelius Sigan"  | David Moore     | Julian Jones   | 19 tháng 9 năm 2009  | 5.77               |
| 15  | 2   | "The Once and Future Queen"     | Jeremy Webb     | Howard Overman | 26 tháng 9 năm 2009  | 5.94               |
| 16  | 3   | "The Nightmare Begins"          | Jeremy Webb     | Ben Vanstone   | 3 tháng 10 năm 2009  | 6.09               |
| 17  | 4   | "Lancelot and Guinevere"        | David Moore     | Howard Overman | 10 tháng 10 năm 2009 | 5.69               |
| 18  | 5   | "Beauty and the Beast (Part 1)" | David Moore     | Jake Michie    | 24 tháng 10 năm 2009 | 5.53               |
| 19  | 6   | "Beauty and the Beast (Part 2)" | Metin Huseyin   | Ben Vanstone   | 31 tháng 10 năm 2009 | 6.14               |
| 20  | 7   | "The Witchfinder"               | Jeremy Webb     | Jake Michie    | 7 tháng 11 năm 2009  | 5.62               |
| 21  | 8   | "The Sins of the Father"        | Metin Huseyin   | Howard Overman | 14 tháng 11 năm 2009 | 6.16               |
| 22  | 9   | "The Lady of the Lake"          | Metin Huseyin   | Julian Jones   | 21 tháng 11 năm 2009 | 6.30               |
| 23  | 10  | "Sweet Dreams"                  | Alice Troughton | Lucy Watkins   | 28 tháng 11 năm 2009 | 6.02               |
| 24  | 11  | "The Witch's Quickening"        | Alice Troughton | Jake Michie    | 5 tháng 12 năm 2009  | 6.01               |
| 25  | 12  | "The Fires of Idirsholas"       | Jeremy Webb     | Julian Jones   | 12 tháng 12 năm 2009 | 6.01               |
| 26  | 13  | "The Last Dragonlord"           | Jeremy Webb     | Julian Jones   | 19 tháng 12 năm 2009 | 6.64               |

### Phần ba
| Tập | Tập | Tựa                                     | Đạo diễn        | Biên kịch      | Phát sóng            | Lượt xem (million) |
| --- | --- | --------------------------------------- | --------------- | -------------- | -------------------- | ------------------ |
| 27  | 1   | "The Tears of Uther Pendragon (Part 1)" | Jeremy Webb     | Julian Jones   | 11 tháng 9 năm 2010  | 6.49               |
| 28  | 2   | "The Tears of Uther Pendragon (Part 2)" | Jeremy Webb     | Julian Jones   | 18 tháng 9 năm 2010  | 6.06               |
| 29  | 3   | "Goblin's Gold"                         | Jeremy Webb     | Howard Overman | 25 tháng 9 năm 2010  | 6.22               |
| 30  | 4   | "Gwaine"                                | David Moore     | Julian Jones   | 2 tháng 10 năm 2010  | 6.42               |
| 31  | 5   | "The Crystal Cave"                      | Alice Troughton | Julian Jones   | 9 tháng 10 năm 2010  | 6.36               |
| 32  | 6   | "The Changeling"                        | David Moore     | Lucy Watkins   | 16 tháng 10 năm 2010 | 6.40               |
| 33  | 7   | "The Castle of Fyrien"                  | David Moore     | Jake Michie    | 23 tháng 10 năm 2010 | 6.82               |
| 34  | 8   | "The Eye of the Phoenix"                | Alice Troughton | Julian Jones   | 30 tháng 10 năm 2010 | 6.92               |
| 35  | 9   | "Love in the Time of Dragons"           | Alice Troughton | Jake Michie    | 6 tháng 11 năm 2010  | 6.90               |
| 36  | 10  | "Queen of Hearts"                       | Ashley Way      | Howard Overman | 13 tháng 11 năm 2010 | 7.37               |
| 37  | 11  | "The Sorcerer's Shadow"                 | Ashley Way      | Julian Jones   | 20 tháng 11 năm 2010 | 7.42               |
| 38  | 12  | "The Coming of Arthur (Part 1)"         | Jeremy Webb     | Jake Michie    | 27 tháng 11 năm 2010 | 7.12               |
| 39  | 13  | "The Coming of Arthur (Part 2)"         | Jeremy Webb     | Julian Jones   | 4 tháng 12 năm 2010  | 7.67               |

### Phần bốn
| Tập | Tập | Tựa                               | Đạo diễn          | Biên kịch       | Phát sóng            | Lượt xem (million) |
| --- | --- | --------------------------------- | ----------------- | --------------- | -------------------- | ------------------ |
| 40  | 1   | "The Darkest Hour (Part 1)"       | Alice Troughton   | Julian Jones    | 1 tháng 10 năm 2011  | 6.40               |
| 41  | 2   | "The Darkest Hour (Part 2)"       | Alice Troughton   | Julian Jones    | 8 tháng 10 năm 2011  | 6.80               |
| 42  | 3   | "The Wicked Day"                  | Alice Troughton   | Howard Overman  | 15 tháng 10 năm 2011 | 7.04               |
| 43  | 4   | "Aithusa"                         | Alex Pillai       | Julian Jones    | 22 tháng 10 năm 2011 | 6.96               |
| 44  | 5   | "His Father's Son"                | Alex Pillai       | Jake Michie     | 29 tháng 10 năm 2011 | 7.40               |
| 45  | 6   | "A Servant of Two Masters"        | Alex Pillai       | Lucy Watkins    | 5 tháng 11 năm 2011  | 6.94               |
| 46  | 7   | "The Secret Sharer"               | Justin Molotnikov | Julian Jones    | 12 tháng 11 năm 2011 | 6.72               |
| 47  | 8   | "Lamia"                           | Justin Molotnikov | Jake Michie     | 19 tháng 11 năm 2011 | 7.00               |
| 48  | 9   | "Lancelot du Lac"                 | Justin Molotnikov | Lucy Watkins    | 26 tháng 11 năm 2011 | 7.32               |
| 49  | 10  | "A Herald of the New Age"         | Jeremy Webb       | Howard Overman  | 3 tháng 12 năm 2011  | 6.90               |
| 50  | 11  | "The Hunter's Heart"              | Jeremy Webb       | Richard McBrien | 10 tháng 12 năm 2011 | 7.12               |
| 51  | 12  | "The Sword in the Stone (Part 1)" | Alice Troughton   | Jake Michie     | 17 tháng 12 năm 2011 | 8.39               |
| 52  | 13  | "The Sword in the Stone (Part 2)" | Alice Troughton   | Julian Jones    | 24 tháng 12 năm 2011 | 8.18               |

### Phần năm
| Tập | Tập | Tựa                                 | Đạo diễn          | Biên kịch       | Phát sóng            | Lượt xem (million) |
| --- | --- | ----------------------------------- | ----------------- | --------------- | -------------------- | ------------------ |
| 53  | 1   | "Arthur's Bane (Part 1)"            | Justin Molotnikov | Julian Jones    | 6 tháng 10 năm 2012  | 7.12               |
| 54  | 2   | "Arthur's Bane (Part 2)"            | Justin Molotnikov | Julian Jones    | 13 tháng 10 năm 2012 | 6.99               |
| 55  | 3   | "The Death Song of Uther Pendragon" | Justin Molotnikov | Howard Overman  | 20 tháng 10 năm 2012 | 6.86               |
| 56  | 4   | "Another's Sorrow"                  | Ashley Way        | Jake Michie     | 27 tháng 10 năm 2012 | 6.86               |
| 57  | 5   | "The Disir"                         | Ashley Way        | Richard McBrien | 3 tháng 11 năm 2012  | 6.88               |
| 58  | 6   | "The Dark Tower"                    | Ashley Way        | Julian Jones    | 10 tháng 11 năm 2012 | 6.85               |
| 59  | 7   | "A Lesson in Vengeance"             | Alice Troughton   | Jake Michie     | 17 tháng 11 năm 2012 | 6.86               |
| 60  | 8   | "The Hollow Queen"                  | Alice Troughton   | Julian Jones    | 24 tháng 11 năm 2012 | 6.86               |
| 61  | 9   | "With All My Heart"                 | Alice Troughton   | Richard McBrien | 1 tháng 12 năm 2012  | 6.76               |
| 62  | 10  | "The Kindness of Strangers"         | Declan O'Dwyer    | Richard McBrien | 8 tháng 12 năm 2012  | 7.00               |
| 63  | 11  | "The Drawing of the Dark"           | Declan O'Dwyer    | Julian Jones    | 15 tháng 12 năm 2012 | TBA                |
| 64  | 12  | "Diamond of the Day (Part 1)"       | Justin Molotnikov | Jake Michie     | 22 tháng 12 năm 2012 | TBA                |
| 65  | 13  | "Diamond of the Day (Part 2)"       | Justin Molotnikov | Julian Jones    | 24 tháng 12 năm 2012 | TBA                |

### Phim tài liệu: Merlin - Secrets and Magic
Bộ phim tài liệu được sản xuất bởi đài BBC có tên Secrets and Magic cùng với phần 2 của loạt phim.
| Tập | Tựa                       | Phát sóng                | Production code | Webcast link |
| --- | ------------------------- | ------------------------ | --------------- | ------------ |
| 0   | "Welcome to Camelot"      | ngày 19 tháng 9 năm 2009 | 1.X             | link         |
| 1   | "Merlin Time"             | 20 tháng 9 năm 2009      | 1.1             | link         |
| 2   | "Fit For a King"          | 2 tháng 10 năm 2009      | 1.2             | link         |
| 3   | "Casting the Magic"       | 9 tháng 10 năm 2009      | 1.3             | link         |
| 4   | "Maid to be Queen"        | 12 tháng 10 năm 2009     | 1.4             | link         |
| 5   | "Trolly Dolly"            | 24 tháng 10 năm 2009     | 1.5             | link         |
| 6   | "Con-troll Freak"         | 2 tháng 11 năm 2009      | 1.6             | link         |
| 7   | "Witch Hunt"              | 9 tháng 11 năm 2009      | 1.7             | link         |
| 8   | "A Family Affair"         | 16 tháng 11 năm 2009     | 1.8             | link         |
| 9   | "Hardwork and Heartbreak" | 22 tháng 11 năm 2009     | 1.9             | link         |
| 10  | "Love Fool"               | 28 tháng 11 năm 2009     | 1.10            | link         |
| 11  | "Beauty & the Thief"      | 6 tháng 12 năm 2009      | 1.11            | link         |
| 12  | "The Dragon's Den"        | 13 tháng 12 năm 2009     | 1.12            | link         |
| 13  | "That's a Wrap"           | 21 tháng 12 năm 2009     | 1.13            | link         |